# Нилометр (созвездие)

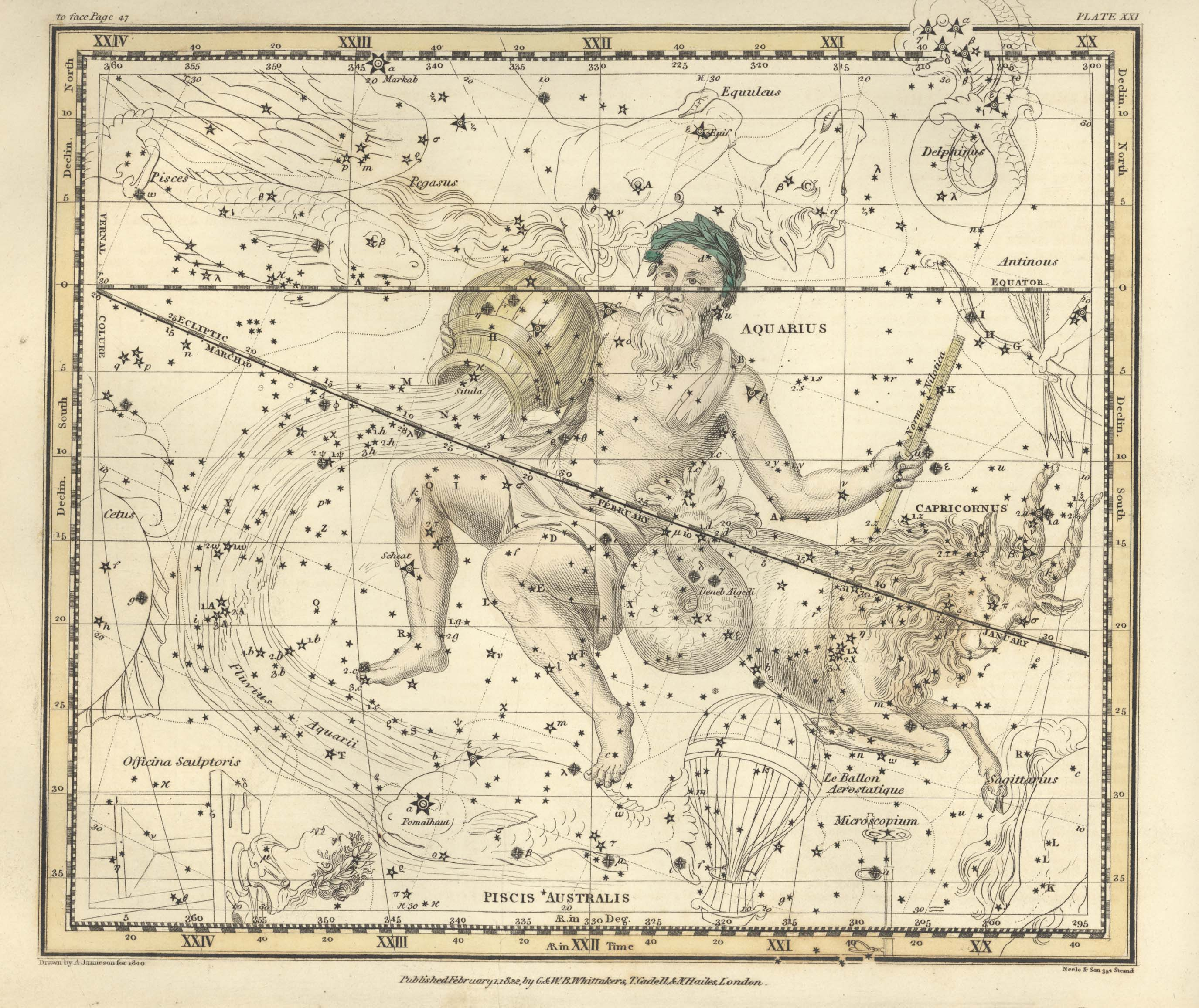
Ниломер — жёлтая линейка, которую держит в левой руке Водолей (цветная фигура в центре)

Нилометр (лат. Norma Nilotica) — отменённое созвездие южного полушария неба. В 1822 году в Англии астроном Александр Джеймсон издал «Звездный Атлас» (лат. «A Celestial Atlas»), фактически, путеводитель по небу для любителей астрономии. В нём было представлено новое созвездие Нилометр, однако, неизвестно, кто был истинным автором этого созвездия. Созвездие представляло собой измерительную рейку, которую держит в руке фигура, изображающая созвездие Водолей. Вода, вытекающая из разбитой урны у ног Водолея, часто ассоциировалась с Нилом; в Древнем Египте для измерения уровня Нила при его разливах служил нилометр, фактически, градуированная стена или колонна, помещавшаяся в колодец, связанный каналом с рекой.
Созвездие никогда не пользовалось популярностью среди астрономов. Ныне созвездие не числится в официальном списке созвездий, составленном Международным астрономическим союзом.